# Dème de Lasióna
Lasióna, en grec moderne : Λασιώνα, est un ancien dème du  district régional d’Élide, en Grèce-Occidentale. Depuis 2010, il est fusionné au sein du dème d'Archéa Olympía.
Selon le recensement de 2011, la population du dème compte 1 312 habitants.